# Skalite
Lo Skalite è un trampolino situato a Szczyrk, in Polonia.

## Storia
Aperto nel 2007 in sostituzione di salti più antichi (il primo risale al 1953), l'impianto ha ospitato alcune competizioni minori di combinata nordica e salto con gli sci. La tappa della Coppa del Mondo di salto con gli sci 2012 in programma è stata annullata per le avverse condizioni meteorologiche. Sarà teatro di una gara di Coppa del Mondo di salto con gli sci 2024, come parte del Polish Tour.

## Caratteristiche
Il trampolino ha il punto K a 95 m; il primato di distanza appartiene al polacco Krzysztof Leja (116 m nel 2011); il primato femminile (105 m, estivo) è stato stabilito dalla giapponese Sara Takanashi nel 2011. Il complesso è attrezzato con salti minori HS77 e HS44.